# 洛韦时期
洛韦时期是柬埔寨历史上黑暗时代中的一个时期，在金边时期之后、斯雷桑托时期之前。在这个时期，柬埔寨以洛韦为首都，故而得名。
1528年，安赞一世将洛韦确立为首都，洛韦时期开始。在洛韦时期，柬埔寨的佛教进入了全盛时期。虽然在1560年至1590年期间柬埔寨因为内部斗争而仍然处于混乱之中，但其西邻暹罗阿瑜陀耶王国多次遭到缅甸的攻击，柬埔寨便趁机入侵暹罗。
在暹罗解决了缅甸的威胁之后，便开始对柬埔寨发起进攻。1587年，暹罗围攻了洛韦，但没有成功。16世纪末期，大量外国商人来到柬埔寨做生意。他们定居在洛韦和金边，这两座城市中存在华人、日本人、阿拉伯人、西班牙人、葡萄牙人以及印度尼西亚商人的聚居区。为应对来自暹罗的威胁，柬埔寨国王寻求这些商人的支持，又向西方探险家寻求帮助。
1593年，洛韦再次遭到暹罗围攻。柬王萨塔一世派探险家布拉斯·鲁伊斯、迪奥戈·维洛佐向菲律宾都督府请求支援，但此二人事实上希望将柬埔寨变成西班牙殖民地。在西班牙援军到来之前，洛韦已经遭暹罗人攻陷，萨塔一世逃亡澜沧。
洛韦陷落后，暹罗将大量资源掠夺回国。随后柬埔寨陷入混乱之中，又遭到西班牙殖民者的入侵，从此以后再也没有能力同暹罗人展开竞争。